# Kakuiči Mimura
Kakuiči Mimura (japonsko 三村 恪一), japonski nogometaš, * 16. avgust 1931, Tokio, Japonska, † 19. februar 2022.
Za japonsko reprezentanco je odigral štiri uradne tekme.